# Fantasie voor cello en orkest (Weinberg)
De Fantasie voor cello en orkest is een compositie van de Rus Mieczysław Weinberg.
Het werk is gecomponeerd in de periode 1951 tot 1953, net als tiende symfonie van Weinbergs vriend en collega Dmitri Sjostakovitsj. Beide voelde het juk van zich afvallen toen Stalin overleed. Sjostakovitsj kreeg enige ruimte vanwege zijn bekendheid, Weinberg bleef lastiggevallen worden en werd later nog beschuldigd van Zionistische activiteiten. De fantasie en de symfonie vertonen enige gelijkenis. Beide zijn in verhouding tot hun overige werk erg melodieus, waarschijnlijk nog onder de indruk van de muzikale ban uit 1948, zodat ze niet beschuldigd konden worden van al te formalistische muziek. Het werk van Weinberg is ingetogener dan dat van Sjostakovitsj.
De fantasie bestaat maar uit één deel, dat wel in drie secties uiteen valt:
1. Adagio – Andante leggiero – Adagio
2. Allegro con fuoca – cadens (lento)
3. Andantino leggiero – Adagio.

Deze indeling wijst naar een concertovorm zonder dat het een concerto is. Weinberg had onder opus 43 al een celloconcert gecomponeerd. De muziek bestaat uit een eenvoudige solomelodie, die zowel kan komen uit de Russische dan wel Joodse volksmuziek; de componist heeft er niets over achtergelaten. Het is daarbij opvallend dat het redelijk korte werk, nog geen 20 minuten, zo veel tijd in beslag nam om te componeren. Waarschijnlijk is er met publicatie gewacht tot er betere tijden kwamen. Een officiële premièredatum van het werk in de vorm van cello en orkest is niet bekend, wel bekend is dat de eerste uitvoering van een uitgeklede versie voor cello en piano plaatsvond op 23 november 1953 met Daniil Shafran (cello) en Nina Musinyan achter de piano.
Belangrijk muziekinstrument naast de solopartij is weggelegd voor de dwarsfluit, die ook een belangrijke rol heeft in de symfonie van Sjostakovitsj. De componist voelde zich thuis bij strijkinstrumenten; hij schreef ooit eens: Geef me een goed strijkorkest en ik lever een goede compositie af.

## Orkestratie
- cello
- 1 dwarsfluit
- 3 hoorns, 1 trompet
- violen, altviolen, cello, contrabassen

## Discografie
- LP Melodiya CM 01991-2: Moskou Kamerorkest, Rudolf Barschai (dirigent), Alla Vasilieva (cello)
- CD Chandos CHSA 5064: Göteborg Symfonie Orkest, Thord Svedlund (dirigent), Claes Gunnarsson (cello en solocellist van het orkest); opname uit juni 2005
- CD Russian Disc RDCD 10071: State Cinematographic Orchestra, Walter Mnatsakanov (dirigent), Mark Drobinsky (cello)

## Bron
- de Chandos compact disc
- Onno van Rijen voor opvolging en discografie
- Sikorski Verlag; orkestratie